# Lego Worlds
Lego Worlds ist ein Open-World-Spiel, in dem der Spieler mittels Legosteinen eigene virtuelle Welten erschaffen kann.

## Spielprinzip
Am Anfang wählt der Spieler eine zufällig generierte Welt aus. Diese besteht ausschließlich aus Legosteinen und wird mittels prozeduraler Synthese generiert. Die Spielwelt kann jederzeit mittels Terraforming verändert werden, so können neue Flüsse angelegt oder Berge geschaffen werden. Mithilfe der Legosteine kann der Spieler beispielsweise Gebäude und Fahrzeuge bauen; diese können sich aber nicht bewegen. Auch der Abbau von Ressourcen und das Heben von Schätzen ist möglich. Der Spieler arbeitet mit einer Reihe an Werkzeugen. Das Entdeckungswerkzeug dient dazu, Objekte, Tiere oder Fahrzeuge freizuschalten, wenn sie gefunden werden. Mit dem Entdeckungswerkzeug können sowohl Steinsets gebaut werden, wie z. B. Gebäude oder große Bäume. Das Kopierwerkzeug ermöglicht es Kreationen auszuwählen und zu speichern, sodass sie mit dem Entdeckungswerkzeug jederzeit gebaut werden können. Das Bauwerkzeug bietet die Möglichkeit, Stein für Stein zu bauen, diese Steine müssen zunächst aber Unruhestiftern oder Truhen abgenommen werden. Das Landschaftswerkzeug ist für große Veränderungen an der Landschaft gesagt und ist vielseitig einsetzbar. Das Farbwerkzeug kann jede Fläche bemalen, sogar Stein für Stein. Mit diesen Werkzeugen kann der Spieler seine Legogalaxie nach Lust und Laune Bearbeiten.
Es gibt auch eine Reihe von Gegenstände, die von der Spielerfigur verwendet werden können, sowie auch Items mit denen gehandelt werden kann und Quests erfüllt werden können.
Ein Import von Modellen aus dem Lego Digital Designer ist bedingt möglich, da nicht alle Legosteine im Spiel enthalten sind.
Eine Erweiterung via Mods sollte ermöglicht werden, leider wurde dieses Versprechen zusammen mit der Ankündigung des „Survival Mode“ nicht eingehalten. Dies hielt einige Spieler aber dennoch nicht ab durch gezieltes reimportieren von Dateien dem Spiel Modelle hinzuzufügen, die es eigentlich nicht veröffentlicht hatte, darunter mehr Dinosaurier sowohl wie Fahrzeuge aus dem Dinosaurier-Themenbereich von Lego aus dem Jahr 2012. Es ist fraglich wieso die Entwickler diese Modelle nie hinzugefügt haben.
Lego Worlds ist zudem vor allem in der Steam-Version nicht sehr stabil und neigt zu niedrigen FPS obwohl der PC stark ist, über dieses Problem sollte vor einem Kauf überlegt werden.

## Release
Lego Worlds ist seit dem 1. Juni 2015 als Early Access auf Steam für den PC erhältlich. Für die PlayStation 4 und Xbox One sollte das Spiel ursprünglich am 23. Februar 2017 erscheinen, wurde aber erst am 7. März 2017 auf den Markt gebracht. Eine Umsetzung für die Nintendo Switch erschien am 7. September desselben Jahres.
Die Downloaderweiterung Lego Agents war die ersten 90 Tage nach Veröffentlichung exklusiv für Besitzer der PlayStation-Version erhältlich.

## Rezeption
„Die Verschmelzung von nostalgischem Spielzeug mit ebenso nostalgischen Filmen war für mich bisher ein müder Trick, um ein ansonsten eher mäßiges Spiel nach Schema F zu verkaufen. Der Ansatz von Lego Worlds begeistert mich allerdings auf Anhieb! Das Sandbox-Prinzip passt perfekt und ist mit einer solch unglaublichen Liebe zum Detail umgesetzt worden, dass ich im Minutentakt in Verzückung geraten bin.“

## DLC
- Classic Space Pack[10]
- Monster Pack[11]
- Showcase Collection Pack 1 (kostenlos)
- Showcase Collection Pack 2 (kostenlos)

## Belege
1. ↑  Über - LEGO® Worlds - LEGO.com. Abgerufen am 20. Februar 2017.
2. ↑  LEGO Digital Designer :: LEGO® Worlds Creative Corner. Abgerufen am 1. März 2018.
3. ↑  Achim Fehrenbach: "Lego Worlds": Macht Platz im Sandkasten! In: Die Zeit. 25. Dezember 2015, ISSN 0044-2070 (zeit.de [abgerufen am 20. Februar 2017]).
4. 1 2  Lego Worlds: Infos zur Preisgestaltung und dem PS4-exklusiven Agents-DLC. In: 4Players. Abgerufen am 20. Februar 2017.
5. 1 2  LEGO Worlds: Release um einige Wochen verschoben. In: Gamez.de. Abgerufen am 20. Februar 2017.
6. ↑  LEGO Worlds erscheint für die Nintendo Switch. In: ntower. Abgerufen am 20. Februar 2017.
7. ↑  LEGO Worlds. In: Metacritic. Abgerufen am 10. März 2024 (englisch).
8. ↑  Mathias Oertel: Test: Lego Worlds – Fazit. In: 4Players. 24. März 2017, archiviert vom Original am 29. August 2022; abgerufen am 11. August 2024.
9. 1 2  Michael Cherdchupan: Wertung: Lego Worlds im Test – Stein für Stein. In: GameStar. 17. März 2017, abgerufen am 11. August 2024.
10. ↑  LEGO® Worlds: Classic Space Pack bei Steam. Abgerufen am 1. März 2018.
11. ↑  LEGO® Worlds: Monster Pack bei Steam. Abgerufen am 1. März 2018.